# Ernst Häublein

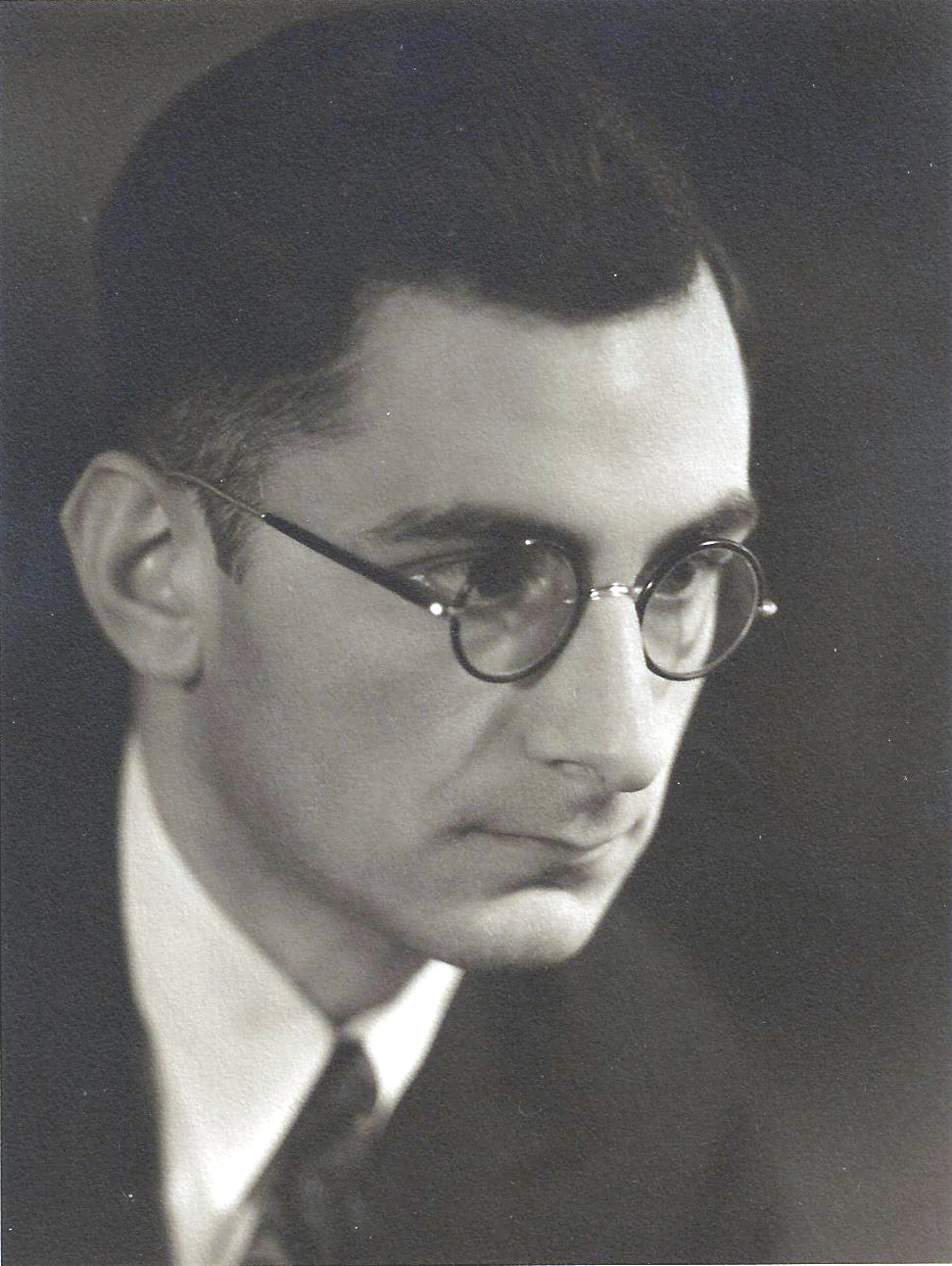
Ernst Häublein (1939)

Ernst Häublein (* 5. August 1911 in Nürnberg; † 10. März 1971 in Erlangen) war ein deutscher Komponist und Musiklehrer.

## Leben
Ernst Häublein wurde als zweiter Sohn des Monteurs Eberhard Häublein und seiner Ehefrau Rosine, geb. Pabst geboren. Die Familie stammte aus bäuerlichen Verhältnissen in Oberfranken. Bereits als Jugendlicher zeigte Ernst Häublein reges Interesse an Konzerten und Operndarbietungen sowie an Hausmusik. Nach dem Besuch der Kreisrealschule III (des späteren Martin-Behaim-Gymnasiums) legte er 1930 das Abitur an der Alten Oberrealschule, dem heutigen Hans-Sachs-Gymnasium Nürnberg ab.
Den ersten Musikunterricht erhielt Häublein in seiner Heimatstadt bei Otto Döbereiner (1890–1969), der zu seinem lebenslangen Mentor wurde. Er vollendete seine Ausbildung am Nürnberger sowie am Würzburger Konservatorium. In Würzburg war er Schüler von Hermann Zilcher. Zilcher leitete am 25. Januar 1934 die Uraufführung von Häubleins Kammersinfonie in a-moll (Opus 1). 1936 erhielt Häublein eine Anstellung als Musiklehrer an der Aufbauschule (dem späteren Wolfram-von-Eschenbach-Gymnasium in Schwabach), wo er bis zu seinem Tod als Gymnasialprofessor und Fachbetreuer für Musik wirkte. Häublein galt als höchst engagierter, begeisternder, methodisch sehr versierter, vielseitig gebildeter Pädagoge und er betreute seine Schüler  mit eindrucksvoller Authentizität, mit Humor, Menschlichkeit und Einfühlungsvermögen. Im Rahmen der Schule brachte Häublein insgesamt fünf Singspiele (Texte meist von Johannes Geyer) und drei Bühnenmusiken zur Aufführung (vgl. Werkverzeichnis). Viele seiner Kompositionen erwuchsen aus der Unterrichtspraxis.
Am 29. April 1939 heiratete Ernst Häublein die Schulmusikerin und Klavierpädagogin Rosina Maria Strauß (1912–1990) aus Schweinfurt. Sie hatten drei Kinder: Hans (* 1940, Solocellist der Bamberger Symphoniker), Ernst (* 1942, Gymnasiallehrer) und Maria Barbara (* 1950, Grundschullehrerin).
Im September 1940 wurde Häublein in die Wehrmacht eingezogen und diente als Funker auf dem Balkan, in Südrussland und Frankreich. Er bezeichnete diese Zeit später als seine „fünf verlorenen Jahre“.
1946 gründete er den Kammerchor Schwabach, den er auch danach leitete. Eine rege Künstlerfreundschaft verband Häublein mit seinem Komponistenkollegen Armin Knab, der bis zu seinem Tod 1951 in Kitzingen lebte. Häublein leitete die Uraufführung von Knabs Das Gesegnete Jahr am 12. Juli 1947. Anregungen für eigene Werke gewann Häublein in sehr produktiver Weise unter anderem aus dem Schaffen Hugo Distlers und Paul Hindemiths.
In den 1960er Jahren erkrankte Ernst Häublein. Am 10. März 1971 erlag der praktizierende evangelische Christ in der Universitätsklinik Erlangen seiner unheilbaren Krankheit.

## Werk
Ernst Häubleins Œuvre umfasst 42 Werke sowie einige Werke ohne Opuszahl. Der Komponist schrieb acht Spiel- und Bühnenmusiken, etliche Instrumentalwerke, Sololieder über Texte von Matthias Claudius (Alt), Georg Trakl (Sopran) und Josef Weinheber (Mezzosopran), Chorwerke geistlicher Art, Kirchenmusik im weiteren Sinne sowie ca. 130 Volksliedsätze und ca. 60 Kanons. Seine Werke wurden zu Häubleins Lebzeiten nachhaltig von seinem Lehrer Otto Döbereiner und dessen Nürnberger Madrigalchor gefördert. Ebenso nahmen sich die Schweinfurter Kirchenmusiker Raimund Böhm, Martin Seiwert mit dem Heilig-Geist Chor, Andrea Balzer sowie der Erlanger Joachim Adamczewski mit seinem Chor Vocanta der Werke Häubleins an. Das Gesamtwerk ist im Stadtarchiv der Stadt Nürnberg zugänglich.
In seiner „Selbstdarstellung“ skizzierte Häublein sein kompositorisches Bekenntnis. Er legte Wert auf „… klare Thematik, klare Formgestaltung und polyphone Stimmigkeit des Satzgefüges“. Sein besonderes Augenmerk galt erkennbaren und sanglichen Melodien. In mehrstimmigen Werken sollte je nach Möglichkeit jede Einzelstimme eine in sich schlüssige, eigenständige Melodie darstellen. Aspekte des Klanges und der Instrumentation fand der Komponist stets anregend. Er glaubte, dass „… die Möglichkeiten der Tonalität kaum zu erschöpfen …“ seien. Die Musiktendenzen seiner Zeit verfolgte er sehr aufmerksam, mochte sich aber nicht auf Systeme festlegen. Obgleich er auch Serielle Musik schrieb, fühlte er sich – neben den alten Meistern – mehr „… zu P. Hindemith, B. Bartok und I. Strawinsky (auch Carl Orff) als zur Schönbergschen Richtung hingezogen.“ Hugo Distler war für ihn der bedeutsamste „… Genius der modernen Chormusik.“ Häublein betonte, dass ihm „… der Grad der Erfindung und die Kraft der Aussage …“ besonders am Herzen lägen.
Häubleins Tonsprache darf als originell gelten, mit klar erkennbarem, charakteristischem Profil. Hervorstechende Merkmale sind handwerkliche Sicherheit, transparente und stimmige Themen und Strukturen sowie eine durchdachte Architektonik. Er arbeitete sein Material in konzentrierter Motivarbeit durch, ließ keine Beliebigkeit zu, zielte auf durchsichtigen Satz und polyphone Strukturen ab (Imitation, Fugato-Passagen etc.). Er verstand es, liedhafte und einprägsame Melodieführung mit natürlichem Fluss zu verbinden. Auch in Zwölftonwerken (beispielsweise im Orgelvorspiel Hinunter ist der Sonnenschein) findet sich ein dezidiertes Melos. Häubleins Werken eignet ein kraftvoller Habitus, eine zupackende Motorik und rhythmische Vitalität, aber auch bemerkenswerte Zartheit und gelegentliche Melancholie, ja mystische Innerlichkeit. Viele Werke bestechen durch eine Vielfalt kompositorischer Techniken (vgl. die 10 Orgelchoräle) und durch eine ausgeprägte Spielfreude (vgl. die Streichtrios, das Hauskonzert).

### Charakterisierung ausgewählter Werke Häubleins
- Opus 9 (Chorzyklus Sommer und Winter) ist ein „hitziger Kampfdialog“, eine „Choroper en miniature“ zwischen Frauen- und Männerstimmen.[6]
- Opus 11 (Acht Marienlieder) sind ausdrucksstarke, volksnahe und innige Sopran-Lieder.
- Opus 17/18 (Jauchzet Gott, alle Lande). Diese Motette ist ein sehr sangliches Werk voller „Distlerscher Gespanntheit“.[7][8]
- Opus 34 (Motette Einer trage des andern Last) ist eine reife, „beeindruckende Komposition“.[9]
- Opus 15 (Spielmusik auf einen alten Weihnachtsruf) und Opus 16 (Ostermusik für Streichtrio) sind frische, für Laienensembles geeignete Trios mit virtuosen Passagen für die Viola (vgl. auch Opus 30, Kleines Hauskonzert).
- Opus 19 (Geistliches Konzert für Sopran, Viola und Orgel, Psalm 57) ist Häubleins eindrucksvollstes, „intensiv–dramatisches Werk“[10], ein „inbrünstiges Gebet“.[11]
- Opus 21 (Concertino für Violine und Orchester) erlebte seine Uraufführung durch Ruth Meister-Thauer und das Fränkische Landesorchester unter Max Loy. Es ist ein Konzert voller Verve, Agogik, Brillanz, geistvoller thematischer Durcharbeitung sowie einer „überaus farbigen Palette des Orchesters.“[12]
- Opus 33 (Zehn Vorspiele für Orgel mit Choralsätzen für Orgel bzw. Chor). Es besticht durch „konzentrierte Motivarbeit“ und die Verwendung vielfältiger Techniken, beispielsweise kanonische Formen, Bitonalität in der phrygischen Kirchentonart (Allein zu dir), einer Tanzmelodie im Triostil, Ostinato-Formen und zwölftönig ausgerichtete Passagen mit konzertant-toccatahaftem Charakter (Verleih uns Frieden).[13]
- Opus 41 (Liedmesse für 4-stg. gem. Chor) erlebte seine Uraufführung 1972 durch Gottfried Wolters. Eckhardt van den Hoogen bezeichnet es als Häubleins Hauptwerk. Es ist ein reizvoller Dialog zwischen alten deutschen Chorälen und den lateinischen Messetexten.[14]
- Die Liederzyklen (Opus 2: Claudius-Lieder für Alt; Opus 22: Trakl-Lieder für Sopran; Opus 36: Weinheber-Lieder für Mezzosopran) sind dezidiert modern, doch stets sangliche, reflexive Sololieder mit sensibler Textausdeutung und variabler, feinsinniger Begleitung.

## Werke (Auswahl)
Häubleins Werke erschienen größtenteils posthum.
- Liedmesse. Nach deutschen liturgischen Gesängen für gemischten Chor. Möseler-Verlag, Wolfenbüttel 1972, OCLC 165668349.
- Ein kleines Hauskonzert. Für Blockflöte in C (Sopran) Streichtrio u. Cembalo (Klavier). in: hausmusik. 106. Möseler-Verlag, Wolfenbüttel 1973, OCLC 165668317.
- Jauchzet Gott, alle Lande. (op. 17/18, DTV 2236) Dreiton-Verlag, Erlangen 2021.
- Sommer und Winter. (op. 9, DTV 2250) Dreiton-Verlag, Erlangen 2021.
- 10 Volksliedsätze und Chorlieder. (DTV 2252) Dreiton-Verlag, Erlangen 2021.

Aufnahmen/Tonträger
- Drei Choralvorspiele, Interpret: Jürgen Roßmeißl (Aufnahme von 1971), auf CD 2 der Doppel-CD Musik in Nürnberg von der Zeit A. Dürers bis zur Gegenwart des Labels Colosseum (COL 9014-2.2), erschienen im Jahr 2000.
- Motetten: Einer trage des andern Last und Jauchzet Gott, alle Lande, Interpret: Kammerchor Erlanger Grillen, Leitung: Joachim Adamczewski (Aufnahme von 2003), auf der CD Da pacem. Geistliche Chormusik fränkischer Komponisten desselben – sich heute Vocanta nennenden – Chores.[15]